# Futsal en los Juegos Centroamericanos 2001
Fue la primera versión que se realizó de este deporte en los Juegos Centroamericanos. Se jugaron todos los partidos en el Coliseo Estadio el Domo de Ciudad de Guatemala los días 23, 25 y 27 de noviembre en la rama masculina a través del sistema todos contra todos:

## Equipos participantes
- Costa Rica (CRC)
- Guatemala (GUA)
- Nicaragua (NIC)

## Medallero
| Núm. | País       | Oro | Plata | Bronce | Total |
| ---- | ---------- | --- | ----- | ------ | ----- |
| 1    | Costa Rica | 1   | 0     | 0      | 1     |
| 2    | Guatemala  | 0   | 1     | 0      | 1     |
| 3    | Nicaragua  | 0   | 0     | 1      | 1     |
|      | TOTAL      | 1   | 1     | 1      | 3     |